# Richard Steven Varga
Richard Steven Varga (Cleveland, 9 de outubro de 1928) é um matemático estadunidense.
Especialista em análise numérica e álgebra linear.